# Solution Cycle
Der Solution Cycle (Lern- und Lösungszyklus) ist ein empirisch entwickeltes Prozessmodell, das auf systemischen Überlegungen beruht. Es wurde vom Innovationsforscher Gustav Bergmann auf der Basis von Erkenntnissen aus Aktionsforschungsprojekten entwickelt. Das Prozessdesign soll den Akteuren in Veränderungs-, Innovations- und Entwicklungsprozessen Orientierung ermöglichen, eine gemeinsame methodische Basis anhand geben und Gestaltungs- und Interventionsmöglichkeiten aufzeigen.

## Phasen
Die acht Phasen des Solution Cycles können zu drei Hauptmodi (Modus = Stimmung, Tönung) zusammengefasst werden:

### Verstehen: erkennen und klären
Der perzeptive Modus umfasst die Phasen Erkennen und Klären mit den ersten Beobachtungen, dem Austausch von Sichtweisen sowie der gemeinsamen Problembeschreibung und Visionsfindung. Es wird im Sinne von Gregory Bateson Wissen generiert (Lernstufe 0).
Dabei erscheint eine betont „entschleunigte“ Vorgehensweise angemessen, um nicht der Neigung zum schnellen Eingreifen zu folgen. Eine behutsame und langsame Vorgehensweise ermöglicht eine genauere Wahrnehmung und die Berücksichtigung verschiedener Gesichtspunkte und Wirklichkeiten.
Eines der wichtigsten Ergebnisse ist die gemeinsame Beschreibung von Wirklichkeit. Hierbei wird versucht, die verschiedenen Problemsichtweisen zu einer gemeinsamen Figur zu vereinen. Es wird also im Dialog bestimmt, auf welchem Feld sich die wesentlichen Aufgaben und Probleme befinden. Ein vorrangiges Ziel besteht darin, die Akteure zu befähigen, sich selbst und ihre Beziehungsstrukturen untereinander besser zu erkennen und zu verstehen.
Zudem geht es in dieser Phase um die Ausbildung einer guten Beziehung unter den beteiligten Akteuren sowie um die Entwicklung eines Common Grounds mit Regeln, Umgangsformen und Zielen. Gleichfalls gilt es, eine erreichbare Vision zu formulieren.
Wenn die zu lösende Aufgabe allen Beteiligten klar vor Augen steht und alle an der Klärung mitwirken konnten, entwickelt sich oft eine starke Motivation. Alle wissen worum es geht, der Sinn und die Ziele sind nachvollziehbar. Die oft komplizierten Probleme können zuweilen unergründlich einfach gelöst werden, wenn die selbstorganisierbare Lösungsfähigkeit entdeckt wird (vgl. Lösungsorientierte Kurztherapie). Ein tief greifendes und gemeinsames Verstehen der Zusammenhänge erweist sich oft als wesentlicher Baustein für spätere Lösungen.

### Verändern: kreieren, auswählen, realisieren
Der sich anschließende kreative Modus (mit den Phasen Kreieren, Auswählen, Realisieren) dient der interaktiven Lösungsentwicklung, der vertiefenden Planung von Interventionen sowie der aktiven Veränderung. Es wird kreiert, selektiert, ausprobiert und realisiert. Hier werden Teams gebildet, Engagement entfacht, Lösungen kreiert, Veränderungen geplant und realisiert. Es wird Neues gelernt und verändert (Lernen Stufe 1). Die Akteure erleben ihre Selbstwirksamkeit und entdecken Kohärenz im Handeln, wenn sie eigenständig und verantwortlich entscheiden und in einer experimentierfreudigen Atmosphäre Neues ausprobieren dürfen.

### Reflexion: Flow, lernen, beenden
Im reflexiven Modus steht die Beobachtung der Veränderungen (Kontakt, Flow oder Flop) im Vordergrund. Die Erfahrungen werden zu Mustern und Regeln systematisiert (Best Patterns) und die lernorientierte Reflexion der Geschehnisse (Feed back, Würdigung, Loslösung) manifestiert.
Diese Lernstufe 2 beinhaltet das Lernen zweiter Ordnung. Die Erfahrungen werden aus der Außenperspektive betrachtet und reflektiert. Im günstigen Fall können Erkenntnisse dritter Ordnung gewonnen werden, die einen Beitrag zur Metakompetenz bilden, einer universellen Problemlösefähigkeit des Systems.
Diese reflexiven Phasen werden in der Praxis gerne aus Effizienzgründen ausgelassen, um direkt in das nächste Projekt überzugehen.
Verknüpft man nun die skizzierten Erkenntnisse miteinander, so lassen sich Lösungsansätze ableiten, die an die individuellen Anforderungen eines jeden sozialen Systems angepasst werden können. Auf Basis des Solution Cycles lassen sich gezielte Interventionen durchführen, die dabei helfen, wichtige (Veränderungs-)Impulse anzustoßen, positive Atmosphären zu schaffen und die Rahmenbedingungen für die Entwicklungsprozesse selbst zu gestalten.
Ein Beobachter zweiter Ordnung sollte das Geschehen begleiten und kontextuell steuern. Dies können Akteure mit großer Unabhängigkeit und Eigenständigkeit sein. Die Prozessbegleiter haben die Aufgabe, Initiativen zu ermöglichen, den Rahmen und die Regeln interaktiv zu vereinbaren und ihre Einhaltung zu kontrollieren sowie die Atmosphäre passend zu gestalten.
Jeder einseitige Eingriff unterminiert die Selbstorganisationsfähigkeit der beteiligten Akteure, mindert damit die Kompetenz und hemmt das Engagement. Die Leitungskräfte fungieren als Moderatoren, die den Prozess durch gezielte Interventionen in Fluss bringen und halten. Sie achten weniger auf die strikte Einhaltung planmäßiger Ziele und Maßnahmen, als dass sie Handlungsmöglichkeiten eröffnen und die Verständigung der Akteure fördern.

## Methodische Integration
Mit der Vereinbarung auf ein methodisches Vorgehen ist auch eine einfache Abstimmung und Koordination unterschiedlicher Bereiche möglich. Denn das universelle Prozessdesign ermöglicht jedem Akteur, zu erkennen, in welchem Stadium sich ein Projekt befindet sowie welche Methoden und Verhaltensweisen jeweils angemessen sind. Es kann insofern eine „methodische Integration“ erfolgen.